# Międzynarodowy Festiwal Kina Niezależnego Off Camera
Międzynarodowy Festiwal Kina Niezależnego Off Camera – festiwal polskiego i zagranicznego kina, odbywający się w Krakowie. W repertuarze znajdują się zarówno przeglądy produkcji filmowych z poszczególnych części świata, jak również retrospektywy najwybitniejszych twórców światowego kina niezależnego. W latach 2008–2014 festiwal nosił nazwę „Off Plus Camera”, w roku 2015 był to „PKO Off Camera”, a w 2016 „Netia Off Camera”.
Organizatorem Festiwalu jest Fundacja Off Camera. Festiwal jest jednym z punktów projektu „6 zmysłów”, skupiającego różne wydarzenia artystyczne w Krakowie. Charakterystycznym znakiem imprezy jest umieszczenie projekcji filmowych w małych, studyjnych salach krakowskich kin w centrum Starego Miasta. Organizatorzy zapraszają młodych twórców filmowych z całego świata, reżyserów, aktorów i ekspertów z branży filmowej z myślą o tym, by festiwalowa publiczność mogła poznać bezpośrednio autorów filmów.

## Off Plus Camera 2008 1-5 października
1 października 2008 rozpoczęła się pierwsza edycja festiwalu. Wysokość głównej nagrody (za filmowy debiut) wynosiła 100 000 euro. Festiwal rozpoczęła gala z recitalem Czesław Śpiewa. Jako film otwarcia organizatorzy pokazali Klasę, zdobywcę Złotej Palmy w Cannes. Kolejne dni festiwalu to kilkadziesiąt pokazów światowego kina artystycznego. Po filmach dyskusje z zaproszonymi do Krakowa filmowcami. Wieczorem publiczność festiwalowa przenosi się do zabytkowego budynku Dworca Głównego w Krakowie. Tam mieści się klub festiwalowy, gdzie codziennie odbywa się kilka koncertów nurtu underground. Występują Bonobo, Giles Peterson, Pati Yang oraz polscy i europejscy DJ-e.
Z okazji festiwalu do Krakowa przyjechali bohaterowie retrospektywy filmów Andy’ego Warhola i Paula Morriseya. W centrum festiwalowym odbyła się konferencja prasowa z Paulem Morrisseyem, wieloletnim menedżerem Warhola, reżyser jego filmów, aktorka i drag queen Holly Woodlawn oraz Mary Woronov, aktorka i przyjaciółka Warhola z czasów Factory. Goście z USA zapowiadają swoje filmy oraz zgadzają się na udział w konfrontacji z aktorami przedstawienia Factory 2 Krystiana Lupy w Starym Teatrze.
Na gali zamknięcia publiczność poznała członków międzynarodowego jury. Przedstawił ich kompozytor Zbigniew Preisner. Na scenę wyszli Hector Babenco, Michael Almereyda i Petr Zelenka. Elementem muzycznym jest wykonanie przez Holly Woodlawn piosenki Walk on the Wild side, w której Lou Reed śpiewał właśnie o Holly. Nagrodę zwycięzcy, Azazelowi Jacobsowi z USA wręczył Prezydent Krakowa prof. Jacek Majchrowski. Nagroda dziennikarzy, Polski Noble Filmowy, ufundowana przez Noble Bank, trafiła do kolejnego Amerykanina Alexa Holdridge’a.
Pokazano ponad 100 filmów na blisko 400 seansach. Odbyły się wykłady i seminaria z udziałem zagranicznych twórców. Przeprowadzono także konkurs filmów kręconych komórką. Wzięło w nim udział kilkuset autorów. Za inspiracje służyły pomysły znanych polskich twórców: Kasi Nosowskiej, Marii Peszek, Olgi Tokarczuk, Macieja Maleńczuka, Szymona Majewskiego i innych.

## Off Plus Camera 2009 17-26 kwietnia
W ramach międzynarodowego konkursu fabularnego pokazano debiuty z całego świata, na czele z chilijską Służącą – zwycięzcą festiwalu Sundance w 2009, Gigante – laureatem trzech statuetek w Berlinie, a także W imieniu armii z Woodym Harelsonem i Benem Fosterem. Z kolei w sekcji Odkrycia przedstawione zostały najnowsze filmy z 2008 i 2009 roku, np. Świąteczne opowieści z Catherine Deneuve i jej córką Chiarą Mastroianni, nominowane do Złotej Palmy 2008 i nagród Cezarów.
"Nadrabianie zaległości” to sekcja, zainspirowana esejem Jerzego Płażewskiego, będąca próbą przybliżenia widzom produkcji, na których prezentację nie zdecydowali się polscy dystrybutorzy. Po raz pierwszy w Polsce widzowie ujrzeli Forty Shades of Blue w reżyserii Iry Sachsa czy nagrodzony w Rotterdamie obraz Kocham Cię, Lilia rosyjskiej reżyserki Łarisy Sadiłowej.
Najświeższe kino niezależne z USA i Ameryki Południowej przedstawione zostało w ramach sekcji „From the Gut” i „Discoveries: Latino”. Zorganizowano retrospektywę filmów Jean-Luca Goddarda, m.in. Made in USA z goszczącą w Krakowie byłą żoną reżysera Anną Kariną.

## Off Plus Camera 2010 16 – 25 kwietnia
III edycja festiwalu Off Plus Camera odbyła się w dniach 16 – 25 kwietnia.
Z powodu żałoby narodowej zostały odwołane pierwsze dni festiwalu, a wybuch wulkanu i związane z tym komplikacje w podróżach lotniczych, wpłynęły na zmiany programowe.
Trzecim laureatem Krakowskiej Nagrody Filmowej został Marek Najbrt, reżyser czeskiego filmu „Protektor”.
Polskiego Nobla Filmowego, nagrodę przyznawaną przez akredytowanych przy festiwalu dziennikarzy, zdobył Kyle Patrick Alvarez ze swoim „Easier with Practice”.
Nagrodę publiczności zdobył natomiast film otwarcia festiwalu, islandzkie Dobre serce w reżyserii Dagura Káriego.
Jane Campion, reżyserka pokazywanej premierowo na festiwalu „Jaśniejszej od gwiazd”, otrzymała w Krakowie nagrodę „Pod prąd”, stanowiącą uhonorowanie jej autorskich działań na obszarze szeroko pojmowanego kina niezależnego. Laureatami trzech konkursów z serii „Bierzcie i kręćcie” w których brały udział filmy nakręcone telefonami komórkowymi, aparatem lub kamerą cyfrową, dzięki głosom internautów zostali młodzi pasjonaci kina. Najlepszą L’OFF STORY wybrany został przeuroczy film „Mateusz i Marta” Bartka Tryzny. Nagrodę w ALLEGRO SHORT FILM zdobyła Julia Sokolnicka za film „Z głowy”. Najlepszą RELACJĄ Z WYDARZENIA TVN24 okazała się być zapisana na telefonie komórkowym akcja ratunkowa na środku skutej lodem rzeki, czyli „Wędkarz na krze” Bartłomieja Słabickiego.

## Off Plus Camera 2011 8 – 17 kwietnia
4. Międzynarodowy Festiwal Kina Niezależnego Off Plus Camera trwał 10 dni – od 8 do 17 kwietnia.
Centrum festiwalowych wydarzeń zostało Kino pod Baranami na krakowskim Rynku Głównym.Galę Otwarcia 4. edycji Międzynarodowego Festiwalu Kina Niezależnego Off Plus Camera uświetnił swą obecnością Peter Weir. Minister spraw zagranicznych, Radosław Sikorski wręczył reżyserowi Krzyż Komandorski Orderu Zasług RP. Podczas Gali odbyła się premiera ostatniego filmu Weira „Niepokonani”.
Rywalizację o najważniejsze trofeum festiwalu – Krakowską Nagrodę Filmową wygrał Park Jung-Bum za film „Musan il-gy”. Przyznawaną po raz pierwszy na Off Plus Camera nagrodę POLSKIE NOBLE FILMOWE w Konkursie Polskich Filmów Fabularnych, zdobył Marcin Wrona za film „CHRZEST”. Filmy oceniało międzynarodowe Jury: Rose McGowan (przewodnicząca), Ellen Chenoweth, Roger Christian, Andrei Plakhov oraz Kim Dong-Ho.
Podczas czwartej edycji festiwalu po raz pierwszy przyznano nagrodę Międzynarodowej Federacji Krytyków Filmowych, FIPRESCI. Jury w składzie: Ronald Bergan (przewodniczący), Tomislav Sakic i Krzysztof Kwiatkowski uhonorowało film Jana Komasy „Sala samobójców”.
Nagrodę publiczności zdobył polski film „HENIEK” w reżyserii Elizy Kowalewskiej.
Nagroda „Pod prąd” powędrowała w ręce Tima Rotha. Wręczył ją przewodniczący konkursu głównego Jerzy Skolimowski.
Rozdano także nagrody Konkursu Scenariuszowego SCRIPT PRO, organizowanego przez Szkołę Andrzeja Wajdy i festiwal Off Plus Camera. Główną Nagrodę HBO zdobył Wiktor Kubica z Gronia za scenariusz „Recepta”. Zwycięzca otrzymał też pozaregulaminową Nagrodę Specjalną ufundowaną przez Catalyst Holding Group. Druga i trzecia zostały ufundowane przez Polski Instytut Sztuki Filmowej i przypadły odpowiednio – Maksymilianowi Nowickiemu – autorowi tekstu „Czas trampek” oraz Piotrowi Chrzanowi za scenariusz „Ptak – Klepak”.
W konkursie „BIERZCIE I KRĘĆCIE”, odbywającym się pod patronatem festiwalu, przyznane zostały nagrody w trzech kategoriach. Laureatem „Ty plus Festiwal” został Paweł Soja za film „Porozmawiaj z nią”. Najlepszą „Relację z wydarzenia TVN24” odebrał Konrad Skiba za film „Budowa molo bez zabezpieczeń”. W kategorii „Allegro Short Film” nagrodę zdobył film „Single Player”, w reżyserii Pawła Soi, natomiast w podkategorii „Allegro Short Film. Pomysł” przyznano dwie nagrody ex aequo – dla filmu „Jak Bóg da” Artura Długokęckiego i obrazu „Second Head” Bartka Tryzny.
W trakcie festiwalu miały miejsce liczne warsztaty i spotkania branżowe, m.in. warsztaty Art Director Rogera Christiana, warsztaty Casting Director Ellen Chenoweth, warsztaty aktorskie – Constantine’a Gregory’ego, warsztaty „Pierwszy film” Wojtka Pałysa, warsztaty „Lustrzanki w akcji” Filipa Kovcina z FILM PRO, wykład „Alternatywne źródła dystrybucji” Christiana Gaine’a, spotkanie koproducentów, panel „Co z tym debiutem?”, wykład Ronalda Bergana na temat krytyki filmowej.
Wśród wydarzeń towarzyszących tegorocznej edycji Off Plus Camera znalazły się także, m.in. wernisaż „Essential” Jerzego Skolimowskiego, wykład Michaela Gibsona i Lecha Majewskiego dotyczący filmu „Młyn i krzyż”, koncert zespołu The Cliks oraz występ amerykańskiego gitarzysty Gary’ego Lucasa, który zagrał na żywo do słynnego filmu z 1931 roku „Spanish Dracula”. W ramach festiwalu Off Plus Camera odbyła się również uroczysta premiera filmu Janusza Majewskiego „Mała matura 1947”. Nowością tegorocznej edycji Off Plus Camera było „Dachowanie w Krakowie”. Po raz pierwszy widzowie festiwalu uczestniczyli w wyjątkowych filmowych projekcjach na dachach krakowskich kamienic. Sekcji patronował Rooftop Film Festival i jego dyrektor artystyczny, Mark Rosenberg.

## Off Plus Camera 2012 13-22 kwietnia
5. Międzynarodowy Festiwal Kina Niezależnego Off Plus Camera trwał 10 dni – od 13 do 22 kwietnia.
Gala Otwarcia 5. edycji odbyła się w Operze Krakowskiej. Swoją obecnością zaszczycił ją gość specjalny, Azazel Jacobs, laureat pierwszej edycji Off Plus Camera oraz David Thewlis, który odebrał nagrodę „Pod Prąd” – przyznawaną od 2010 roku osobistościom szczególnie zasłużonym dla niezależnego kina. Gala stała się również okazją do wręczenia nagród dla zwycięzców konkursów organizowanych w ramach projektu ID FILM, w tym konkursu „Bierzcie i Kręćcie”, który towarzyszy festiwalowi od samego początku. Inaugurację uświetnił swoim występem Czesław Mozil.
W Konkursie Głównym festiwalu zwyciężył duński reżyser Mads Matthiesen dzięki filmowi „Teddy Bear”. Poza nagrodą wysokości 100 tys. USD laureat otrzymał czek od Polskiego Instytutu Sztuki Filmowej opiewający na sumę 1 mln złotych, pod warunkiem realizacji kolejnej produkcji w Polsce. Tegoroczne jury Konkursu obradowało pod przewodnictwem Andrzeja Żuławskiego. Towarzyszyli mu Josh Radnor (z którym spotkanie z cyklu „Camera on” cieszyło się wielką popularnością), Tom Kalin, Colleen Atwood.
Nagrodę w Konkursie Polskich Filmów Fabularnych, Polski Noble Filmowy, w wysokości 100 tys. PLN zdobył Leszek Dawid za film „Ki” pokonując siedmiu konkurentów. Filmy oceniało międzynarodowe Jury w składzie: Michael Radford, Margery Simkin, Oren Moverman, Stephanie Zacharek oraz James Spring. Po raz drugi w historii festiwalu przyznano Nagrodę Międzynarodowej Federacji Krytyków Filmowych FIPRESCI. Uhonorowano nią Rebeccę Thomas za film „Electrick Children”. Zwycięzcę wybrało jury w składzie Eithne O’Neill, Maricke Nieuwdorp i Anita Piotrowska. Nagrodę publiczności zdobył film „Pół na pół” w reżyserii Jonathana Lewine’a.
Gościem specjalnym festiwalu był Luc Besson. Podczas Off Plus Camera odbyła się polska premiera jego filmu „Lady”. Swoją obecnością festiwal zaszczycił Roland Joffé, którego produkcja Gdy budzą się demony również miała swą premierę na festiwalu. Reżyser otrzymał klucze do miasta z rąk prezydenta Krakowa, Jacka Majchrowskiego.
Tegorocznej edycji Off Plus Camera towarzyszyły obchody dziesięciolecia Szkoły Wajdy. Z tej okazji Volker Schlöndorff wygłosił wykład, zaś w specjalnej festiwalowej sekcji odbyły się projekcje najlepszych filmów Szkoły. Ogłoszono również wyniki konkursu SCRIPT PRO, w którym pierwszą nagrodę otrzymał Dariusz Glazer za scenariusz pt. Mur.
W trzeci dzień festiwalu odbyła się premiera zrekonstruowanej cyfrowo Ziemi obiecanej. Seans swoją obecnością zaszczycili Andrzej Wajda, Wojciech Pszoniak, Andrzej Seweryn, Daniel Olbrychski, Witold Sobociński, Bożena Dykiel, Emilia Krakowska, Adam Kopczyński, Andrzej Łapicki, Jerzy Domaradzki, Maciej Putowski, Barbara Ptak, Anna Nehrebecka, Michał Ratyński oraz Andrzej Kotkowski.
W ramach Akademii Off Plus Camera odbyły się liczne warsztaty branżowe, w ramach których można było posłuchać m.in. o organizacji festiwalu filmowego, etapach produkcji filmu, tajnikach castingu czy nawet przyszłości gier komputerowych. Warsztaty poprowadzili m.in. David Kwok, Emily Gotto, Jarosław Kamiński, Volker Schlondorff, Brandon Harris, Margery Simkin, Roland Joffé, Kevin B. Lee, Rafał Stanowski.

## Off Plus Camera 2013 12 – 21 kwietnia
Galę otwarcia festiwalu zaszczycił swoją obecnością znakomity reżyser Costa-Gavras. Widzowie zgromadzeni w kinie Kijów Centrum mieli okazję obejrzeć premierę jego najnowszego filmu „Żądza bankiera”.
Jury w składzie Lech Majewski (przewodniczący), Udo Kier, John Rhys-Davies oraz Ruth Myers przyznało 100.000 USD i Krakowską Nagrodę Filmową Marcinowi Krzyształowiczowi za „Obławę”. Polski reżyser otrzymał również od Polskiego Instytutu Sztuki Filmowej obietnicę dofinansowania w wysokości 1.000.000 PLN. Jury postanowiło przyznać drugą nagrodę („Ombline” w reżyserii Stéphane Cazesa) oraz wyróżnienia („Soldate Jeannette” w reżyserii Daniela Hoesla i „Upstream color” w reżyserii Shane Carruth). Jury Międzynarodowej Federacji Krytyków FIPRESCI wyróżniło swoją nagrodą Stéphane Cazesa za film „Ombline”. Film ten otrzymał również nagrodę jury młodzieżowego. W jego skład weszli gimnazjaliści i licealiści, którzy wygrali konkurs na napisanie recenzji filmowej w ramach akcji społecznej Polskiego Instytutu Sztuki Filmowej „Skrytykuj”.
W Konkursie Polskich Filmów Fabularnych nagrodę przyznało Jury w składzie Melissa Leo (przewodnicząca), Jeanne McCarthy, Brady Corbet. Polski Noble Filmowy trafił do Katarzyny Rosłaniec (reżyser) oraz Agnieszki Kurzydło (producent) za film „Bejbi blues”. Nagrodę Publiczności 6. edycji Międzynarodowego Festiwalu Kina Niezależnego Off Plus Camera otrzymał „A Late Quartet” Yarona Zilbermana. Po raz pierwszy przyznano także nagrody aktorskie (10 000 PLN) za najlepszą rolę męską i żeńską. Laureatami zostali Magdalena Berus za role w filmach: „Nieulotne” i „Bejbi blues” oraz Tomasz Schuchardt za rolę w filmie „Jesteś Bogiem”.
Podczas uroczystej gali zamknięcia wręczono prestiżową Nagrodę „Pod Prąd”, przyznawaną wybitnej postaci kina za wkład i wspieranie filmów i kultury niezależnej. W tym roku otrzymała ją Melissa Leo. Aktorka pozostawiała odcisk dłoni w specjalnej płycie, która umieszczona zostanie w Krakowskiej Alei Gwiazd.
W czasie szóstej edycji odbyło się ponad 250 seansów w 7 salach 6 kin. Festiwalowe kina odwiedziło 29 500 widzów, co jest rekordem frekwencyjnym w historii Off Plus Camera. Na festiwal przyjechało ponad 300 polskich i zagranicznych gości z USA, Niemiec, Francji, Danii, Austrii, Korei Południowej, Rumunii, Portugalii, Chorwacji, Włoch, Wielkiej Brytanii i Irlandii. Wśród gości festiwalu znaleźli się: reżyserzy, producenci, scenarzyści, operatorzy, aktorzy, dziennikarze i krytycy filmowi. Na Off Plus Camera nie zabrakło przedstawicieli polskiej branży filmowej. Kraków odwiedzili w tym czasie m.in. Agnieszka Odorowicz, Włodzimierz Niederhaus, Piotr Kobus, Bodo Kox, Jacek Borcuch, Sławomir Fabicki, Andrzej Jakimowski, Anna Wieczur – Bluszcz, Gabriela Muskała, Katarzyna Herman, Marcin Krzyształowicz, Piotr Głowacki i wielu innych. Podczas festiwalu miało miejsce 5 spotkań z serii Camera On z JOSHEM HARTNETTEM, MELISSĄ LEO, COSTA – GAVRASEM, LECHEM MAJEWSKIM i JOHNEM RHYSEM – DAVIESEM. Nowością tegorocznej edycji Off Plus Camera były pokazy filmowe oraz panele dyskusyjne pokazywane w 13 kinach 11 miast Małopolski w ramach projektu „Off Plus Camera w twoim mieście”. Festiwal wraz z Legalną Kulturą zaprezentował 7 seansów „Kina na Dachu”. Specjalny program filmowy przygotowano dla rodziców z dziećmi, w ramach cyklu „Mama na Offie”. Na Off Scenie w klubie festiwalowym B4 wystąpiło 9 zespołów. Na program projektu Off Plus Camera Pro Industry złożyło się 12 warsztatów i spotkania branżowe. Wśród panelistów znaleźli się m.in.: Sławomir Idziak, David Kwok, Izabela Kiszka, Nick Moran, Shade Rupe, Agnieszka Kurzydło, Katarzyna Ślesicka i Kim Yutani. Festiwal zaprezentował również zrekonstruowaną cyfrowo wersję filmu „Przypadek” Krzysztofa Kieślowskiego. Seans swoją obecnością zaszczycili Bogusław Linda, Marzena Trybała, Michał Żarnecki, Monika Goździk i Bogusława Pawelec.

## Międzynarodowe Jury
Podczas trzech pierwszych edycji festiwalu rolę gospodarza, a zarazem przewodniczącego Jury, pełnił Zbigniew Preisner.
Jury 2008
- Hector Babenco – południowo-amerykański reżyser o polsko-ukraińskich korzeniach; twórca nagrodzonego Oscarem Pocałunku kobiety pająka;
- Michael Almereyda – nowojorski reżyser, którego Hamlet z Ethanem Hawkiem w roli tytułowej otrzymał nominację do Oscara za najlepszą rolę męską;
- Petr Zelenka – czeski reżyser, autor adaptacji Braci Karamazow współprodukowanej przez Polskę.

Jury 2009
- Allison Anders – amerykańska reżyserka nominowana do Złotego Niedżwiedzia i głównej nagrody Sundance Film Festival; wraz z Quentinem Tarantino współreżyserowała Cztery pokoje; reżyserka serialu Seks w wielkim mieście;
- Trevor Groth – Dyrektor Programowy festiwalu kina niezależnego Sundance Film Festival, który 25 lat temu założył w zimowym kurorcie w stanie Utah Robert Redford;
- Fernando Trueba – hiszpański reżyser i producent; jego Belle époque z Penélope Cruz zdobył Oscara za najlepszy film obcojęzyczny;
- Max Färberböck – niemiecki reżyser filmowy i telewizyjny; twórca filmów Aimée i Jaguar oraz Kobieta w Berlinie.
- Andriej Zwiagincew – reżyser Wygnania i Powrotu.

Jury 2010
- Zbigniew Preisner – przewodniczący
- John Cooper – dyrektor festiwalu kina niezależnego Sundance Film Festival
- Mike Figgis – reżyser, producent, muzyk, pisarz. Wyreżyserował m.in. Niech żyje miłość, Guilty Pleasure, Ta jedna noc, Namiętność panny Julity, Zostawić Las Vegas.
- Petr Zelenka – czeski scenarzysta i reżyser, twórca filmów Bracia Karamazow, Guzikowcy, Opowieści o zwyczajnym szaleństwie.
- Brandon Harris – dziennikarz, pisarz, reżyser i producent filmowy.

Jury 2011 – Konkurs Wytyczanie Drogi „Making Way”
- Jerzy Skolimowski – przewodniczący, scenarzysta, reżyser, za film Start otrzymał nagrodę Złotego Niedźwiedzia na MFF w Berlinie, ostatnio triumfy świeciła najnowsza produkcja Skolimowskiego Essential Killing.
- Elvis Mitchell – jeden z najbardziej wpływowych krytyków filmowych w USA. Współpracuje między innymi z Fort Worth Star-Telegram, LA Weekly, The Detroit Free Press, i The New York Times.
- Jill Sprecher – reżyser i scenarzystka. Jej dziełem są między innymi Urzędowanie i Trzynaście rozmów o tym samym. Jest także producentką serialu Big Love.
- Saverio Costanzo – włoski reżyser i scenarzysta. Twórca takich filmów jak: Samotność liczb pierwszych, Ku mojej pamięci.

Konkurs Polskich Filmów Fabularnych
- Rose McGowan – przewodnicząca, aktorka znana m.in. z Doom Generation – Stracone pokolenie, Czarna Dalia, Grindhouse oraz serialu Czarodziejki.
- Ellen Chenoweth – czołowa dyrektor castingów w Hollywood. Prowadziła castingi do takich produkcji jak: Tajne przez poufne, Poważny człowiek, To nie jest kraj dla starych ludzi, Oszukana.
- Roger Christian – scenarzysta nagrodzony Oscarem za rekwizyty do Gwiezdnych wojen: części IV – Nowej nadziei. Pracował także przy produkcji Obcego – 8. Pasażera Nostromo, Żywocie Briana.
- Andriej Płachow – rosyjski krytyk filmowy i historyk kina. Od 2005 r. pełni funkcję prezesa Międzynarodowej Federacji Krytyków Filmowych FIPRESCI.
- Kim Dong-Ho – znawca światowej kinematografii i autorytet w dziedzinie filmu. Jest założycielem MFF w Busan.

Jury 2012 – Konkurs Wytyczanie Drogi „Making Way”
- Andrzej Żuławski – przewodniczący, reżyser, scenarzysta, powieściopisarz, eseista i aktor. Na swoim koncie ma takie filmy jak: Trzecia część nocy, Na srebrnym globie, Opętanie, Kobieta publiczna, Szamanka.
- Josh Radnor – aktor, reżyser, scenarzysta. Popularność przyniosła mu rola Teda Mosbiego w serialu Jak poznałem waszą matkę. Film Happythankyoumoreplease jest jego debiutem reżyserskim.
- Tom Kalin – scenarzysta, reżyser, producent, jeden z najważniejszych przedstawicieli nurtu New Queer Cinema, oraz wykładowca filmu eksperymentalnego na European Graduate School w Saas-Fee.
- Colleen Atwood – amerykańska kostiumografka. Stworzyła kostiumy m.in. do takich produkcji jak: Edward Nożycoręki, Ed Wood, Marsjanie atakują!, Sweeney Todd: Demoniczny golibroda z Fleet Street, Chicago, Wyznania gejszy oraz Dziewięć.

Konkurs Polskich Filmów Fabularnych
- Michael Radford – angielski reżyser i scenarzysta. Twórca m.in. adaptacji głośnej powieści George’a Orwella 1984, filmu Listonosz.
- Margery Simkin – reżyser castingów. Była odpowiedzialna za castingi do takich produkcji jak: Dwanaście małp, Erin Brockovich, Avatar, Pacific Rim.
- Oren Moverman – izraelski reżyser, scenarzysta i dziennikarz. W roli reżysera zadebiutował w 2009 roku filmem W imieniu armii.
- Stephanie Zacharek – zaliczana do grona najlepszych krytyków filmowych w Stanach Zjednoczonych. Współpracuje m.in. z: The New York Times, Los Angeles Times, Entertainment Weekly, Rolling Stone, New York Magazine.
- James Spring – dyrektor zarządzający Ealing Studios. Na swoim koncie ma produkcje takich tytułów jak: Słodka jak cukierek, Wojna domowa, Dorian Gray, Dziewczyny z St. Trinian, Burke i Hare oraz From Time to Time.

Jury 2013 – Konkurs Wytyczanie Drogi „Making Way”
- Lech Majewski – przewodniczący jury, reżyser filmowy i teatralny, poeta, pisarz i malarz.
- Udo Kier – aktor znany m.in. z ról Drakuli i Frankensteina. Mogliśmy go oglądać także w filmach Blade: Wieczny łowca i Armageddon, a także w teledysku Madonny Deeper and Deeper.
- John Rhys-Davies – brytyjski aktor, występował w roli krasnoluda Gimliego w filmowej adaptacji trylogii J.R.R. Tolkiena Władca Pierścieni.
- Ruth Myers – brytyjska kostiumograf nominowana do Oscara za kostiumy do filmów Rodzina Addamsów oraz Emma. Kostiumy do serialu Carnivale przyniosły jej nagrodę Emmy.

Konkurs Polskich Filmów Fabularnych
- Melissa Leo – aktorka nagrodzona Oscarem za rolę w filmie Fighter. Znana przede wszystkim z takich seriali jak: Wszystkie moje dzieci, Policjanci z Miami, Prawo i porządek czy Dowody zbrodni. Na dużym ekranie oglądać ją mogliśmy w filmach 21 gramów czy Rzeka ocalenia.
- Jeanne McCarthy – reżyserka obsady. Była odpowiedzialna za casting przy takich produkcjach jak: Marsjanie atakują!, O czym marzą faceci, Dziewczyna z Alabamy, Ja, robot, Zakochany bez pamięci, Zimne dranie, Ghost Rider, Chłopaki też płaczą.
- Brady Corbet – aktor, występował m.in. w dramacie Trzynastka oraz w Melancholii Larsa von Triera.

## Goście festiwalu
Na festiwal zapraszeni byli goście z całego świata. Hollywood i jego niezależną orbitę reprezentowali aktorzy Seymour Cassel, Lea Thompson i Christopher McDonald. Gościem specjalnym sekcji poświęconej twórczości Jeana Luca Godarda była ikona Nowej Fali i była żona Goddarda Anna Karina.
W Krakowie gościli ponadto: aktorka Melonie Diaz, producent i agent gwiazd z Hollywood Allan Mindel oraz reżyser Tom Kalin. Na sam koniec festiwalu, prostu z Tribeca Film Festival w Nowym Jorku przybyli bracia Michael i Mark Polish. W ramach sekcji „Most kultur” do Krakowa przejechali także goście specjalni: Kim Dong Ho, założyciel i dyrektor festiwalu w Pusan oraz Riz Khan, współtwórca BBC World, a obecnie dyrektor telewizji Al Jazeera w USA.
Goście specjalni trzeciej edycji (2010r.): Jane Campion, Mike Figgis, Benny i Joshua Safdie, Calin Netzer, Michael Noer, Sophie Deraspe.
Goście specjalni czwartej edycji (2011r.): Peter Weir, Tim Roth, Amitabh Bachchan, Richard Jenkins, Rose McGowan, Jill Sprecher, Ellen Chenoweth, Roger Christian, Kim Dong-Ho, Ronald Bergan, Elvis Mitchell.
Goście specjalni piątej edycji (2012r.): Luc Besson, David Thewlis, Roland Joffé, Volker Schlondorff, Michael Radford, Andrzej Żuławski, Josh Radnor, Aidan Gillen.
Goście specjalni szóstej edycji(2013r.): Josh Hartnett, John Rhys-Davies, Udo Kier, Melissa Leo, Lech Majewski, Costa-Gavras, Bogusław Linda.

## Konkurs Wytyczanie Drogi „Making Way”
Konkurs Wytyczanie Drogi to najważniejsze wydarzenie festiwalu Off Plus Camera. W rywalizacji o Krakowską Nagrodę Filmową – czyli 100 000 USD, wręczane przez Prezydenta Miasta Krakowa, biorą udział filmy z całego świata. Głównym kryterium wyboru produkcji przez Komisję Konkursową jest jakość i wyrazistość uzdolnień reżysera, który – czy to pracując technikami tradycyjnymi, czy awangardowymi – potrafi ujawnić swą wrażliwość w dojrzałej artystycznie formie.
W 2009 roku do Konkursu zakwalifikowanych zostało 12 filmów z 8 krajów. Nagrodę od międzynarodowego jury w składzie: Allison Anders, Trevor Groth, Max Farberbock, Fernando Trueba, Andriej Zwiagincew oraz Zbigniew Preisner otrzymał chilijski reżyser Sebastian Silva za film La Nana. Laureat KNF otrzymał także symboliczny czek na 1 000 000 zł od Polskiego Instytutu Sztuki Filmowej na produkcję kolejnego filmu w Polsce.
Zgodnie z hasłem „Making Way”, czyli „Wytyczanie drogi”, Krakowska Nagroda Filmowa ma uczynić zawodową drogę zwycięzcy łatwiejszą i umożliwić mu realizację kolejnego dzieła. Dokładnie tak stało się w przypadku laureata pierwszej edycji festiwalu. W 2008 roku Krakowską Nagrodę Filmową za film Maminsynek otrzymał młody amerykański reżyser, Azazel Jacobs. Dzięki niej rozpoczął już pracę nad swoim nowym projektem. Podobne plany ma inny zwycięzca Off Plus Camera – Sebastian Silva, który będzie mógł wreszcie zająć się od dawna czekającym na realizację scenariuszem o syrenach.
Marek Najbrt, którego obraz Protektor zdobył Krakowską Nagrodę Filmową podczas trzeciej edycji festiwalu, realizuje zdjęcia do Polskiego filmu w Krakowie. Premiera tej produkcji planowana jest na kolejną edycję festiwalu w Karlowych Warach.
Zwycięzcą czwartej edycji konkursu został Park Jung-Bum, który Krakowską Nagrodę Filmową otrzymał za film „Musan il-gy”.
W 2012 roku nagroda powędrowała do duńskiego reżysera Madsa Matthiesena, który do Krakowa przyjechał z filmem Teddy Bear.
Szóstą edycję Off Plus Camera wygrał film Obława w reżyserii Marcina Krzyształowicza.

## Konkurs Polskich Filmów Fabularnych
W pierwszej edycji konkursu, która miała miejsce w 2011, w konkursie startowało 10 pełnometrażowych fabuł. Polski Noble Filmowy został przyznany przez Jury Marcinowi Wronie za film Chrzest.
W 2012 roku nagrodę otrzymał Leszek Dawid za film Ki.
W 2013 roku zwyciężczynią została Katarzyna Rosłaniec za film Baby Blues.
W 2014 nagrodę otrzymał Paweł Pawlikowski za film 'Ida'.
W 2015 Konkurs wygrał film 'Body/Ciało' w reżyserii Małgorzaty Szumowskiej.
W 2016 w Konkursie zwyciężył film 'Obce niebo' w reżyserii Dariusza Gajewskiego.